# Caeremoniale Episcoporum
Caeremoniale Episcoporum či Cæremoniale Episcoporum (v překladu Biskupský ceremoniál) je liturgická kniha, která popisuje bohoslužby, jež mají vykonávat biskupové latinské církve katolické církve.

## Historie
Papež Klement VIII. vydal 14. července 1600 první knihu nesoucí tento název, revizi obsahu knih zvaných Ordines Romani, které vznikaly od konce sedmého století a popisovaly obřady volby a svěcení papeže a uváděly údaje o mši a dalších papežských slavnostech v průběhu roku, v souladu s obnovou nařízenou Tridentským koncilem. Obsah těchto knih byl postupem času obohacován. V šestnáctém století k nim přibylo dvoudílné dílo, které se stalo známým pod názvem De Cæremoniis Cardinalium et Episcoporum in eorum diœcesibus (Obřady kardinálů a biskupů ve vlastních diecézích). Na těchto a dalších dnes již ztracených textech byla založena Cæremoniale Episcoporum papeže Klementa VIII. Přípravné práce, zahájené v prosinci 1582 za papeže Řehoře XIII. trvaly 17 let. Faksimile původního vydání z roku 1600 ve dvou knihách vydala Libreria Editrice Vaticana v roce 2000.
V roce 1650 vydal papež Inocenc X. revidované vydání. V roce 1727 nebo 1729 byly kapitoly, původně tištěné jako jednotlivé bloky, rozděleny do číslovaných odstavců a v záhlaví každé kapitoly bylo místo dřívějších názvů přidáno shrnutí. V roce 1752 papež Benedikt XIV. mírně přepracoval dvě již existující knihy a přidal třetí o obřadech, které mají dodržovat osoby zastávající civilní úřad v papežských státech.
V roce 1886 provedl papež Lev XIII. další revizi, v níž, přestože papežské státy byly začleněny do Italského království, ponechal třetí knihu. Katolická encyklopedie uvádí Cæremoniale Episcoporum ve znění po této revizi z roku 1886.
V souladu s obnovou nařízenou Druhým vatikánským koncilem vydal papež Jan Pavel II. v roce 1984 zcela přepracované vydání v jednom svazku, které nahradilo předchozí vydání. (Reprint s četnými opravami následoval v roce 1985.) Cílem revize bylo zajistit biskupskou liturgii, která by byla „jednoduchá a zároveň vznešená, pastoračně plně účinná a schopná sloužit jako příklad pro všechna ostatní liturgická slavení“.
V roce 1989 vyšel anglický překlad pod názvem Ceremonial of Bishops. Kniha má osm částí:
1. Biskupská liturgie obecně
2. Mše
3. Liturgie hodin a slavení Božího slova
4. Slavení tajemství Páně v průběhu roku
5. Svátosti
6. Svátostiny
7. Významná data v životě biskupa
8. Liturgické slavnosti spojené se slavnostními akty biskupské správy

K dispozici jsou také přílohy o:
1. Oblečení prelátů
2. Tabulka liturgických dnů seřazených podle pořadí důležitosti
3. Tabulka obřadních mší, mší za různé potřeby, votivních mší a zádušních mší
4. Seznamy zkratek a sigl použitých v knize